# Roman River
Roman River – rzeka w hrabstwie Essex, we wschodniej Anglii. Jest dopływem rzeki Colne, wpada do jej ujścia pływowego poniżej Colchester. Dolny koniec Roman River jest również pływowy, a woda pływowa płynie w górę rzeki aż do Fingringhoe.